# Österlandet (vid Stenskär, Nagu)
För andra betydelser, se Österlandet (olika betydelser).
Österlandet är en ö vid Stenskär nära Husskär i Nagu,  Finland. Den ligger i Skärgårdshavet i Pargas stad i den ekonomiska regionen  Åboland i landskapet Egentliga Finland, i den sydvästra delen av landet. Ön ligger omkring 7 kilometer norr om Husskär, 22 kilometer sydost om Nagu kyrka, 48 kilometer söder om Åbo och omkring 160 kilometer väster om Helsingfors. Närmaste allmänna förbindelse är förbindelsebryggan vid Stenskär som trafikeras av M/S Nordep och M/S Cheri.
Öns area är 3 hektar och dess största längd är 310 meter i öst-västlig riktning.